# Dahlem (Dolna Saksonia)
Dahlem – miejscowość i gmina położona w niemieckim kraju związkowym Dolna Saksonia, w powiecie Lüneburg. Należy do (niem. Samtgemeinde) gminy zbiorowej Dahlenburg.

## Położenie geograficzne
Dahlem leży ok. 25 km na wschód od Lüneburga.
Od wschodu sąsiaduje z gminą Tosterglope, od południa i zachodu z gminą Dahlenburg i od północy z terenem miasta Bleckede. 
Gmina jest usytuowana po prawej stronie górnego biegu rzeki Neetze naprzeciw Dahlenburga. Nad samą Neetze leży dzielnica Marienau, a w dzielnicy Harmstorf ma źródła mały prawy dopływ Neetze Harmstorfer Bach.

## Dzielnice gminy
W skład gminy Dahlem wchodzą następujące dzielnice: Harmstorf, Köstorf i Marienau.

## Komunikacja
Około 2 km na południe od Dahlem przebiega droga krajowa B216 pomiędzy Lüneburgiem na zachodzie i Dannenberg (Elbe) na wschodzie. Wjazd na nią zapewnia węzeł w Quickborn. Do najbliższej autostrady A39 (dawna A250) na węźle Lüneburg-Nord jest 28 km.